# 開封攻囲戦
開封攻囲戦（かいほうこういせん）は、1232年から1233年にかけて行われたモンゴル帝国による金朝の首都の開封の包囲戦。
包囲戦のさなかに金朝最後の皇帝哀宗は一部の側近とともに城外に逃げ出し、その後城内クーデターによって実権を握った崔立が金朝の皇族を捕らえて投降したことにより開封は陥落した。

## 背景
1229年（正大6年/己丑）に新たに即位したオゴデイは、カリスマたるチンギス・カンの死後もモンゴル帝国は健在であることを示すため、即位後最初の大事業として金朝の完全征服を掲げた。一方、金朝は弱体化していたとはいえ、領地が減少したことによりかえって強固な防衛網を黄河南岸に築きこれを迎え撃たんとした。
1232年（天興元年/壬辰）春、全軍を3軍に分けたモンゴル軍は、オゴデイ自ら率いる中央軍が黄河北岸で金軍主力を引き付けている間に、右翼軍を率いるトルイが南宋領を経由して南方から開封に迫った。慌てた金朝は主力軍を南方に向かわせたが、三峰山における決戦で完敗を喫した。三峰山における敗戦によって金朝はもはや野戦でモンゴル軍に対抗する術をもたず、首都の開封はモンゴル軍の包囲を受けるに至った。

## 包囲戦
金軍主力を破ったトルイ軍とオゴデイ軍は鄭州あたりで合流したが、大勢は決していたためにオゴデイとトルイは残留部隊を残してモンゴル高原に帰還することが決められた。この時、開封包囲のために選ばれたのはスブタイ・バアトル、グユク・バアトル、テムデイ・コルチ、タガチャル・コルチら4名の将軍で、この内スブタイとグユクらがトルイ軍に属する将軍、テムデイとタガチャルらがオゴデイ軍に属する将軍であったとみられる。スブタイはチンギス・カン時代にホラズム国王を追ってルーシまで至った実戦経験豊富な名将であり、この遠征軍全体の指揮を執ったようである。テムデイとタガチャルはそれぞれジャライル部とフーシン部の出身で、チンギス時代の左翼万人隊長ムカリ（ジャライル部）と右翼副万人隊長ボロクル（フーシン部）を念頭に置いた任命であったようである。
スブタイらの率いるモンゴル軍が開封を包囲すると、それまでの戦闘で多数の避難民が流入していた開封城内はたちまち食糧不足に陥り、400万から500万と言われる城民が人肉相食む悲惨な状況に陥った。一方、モンゴル側も武力による征服のみを求めていたわけではなく、同年3月にオゴデイは鄭州から使者を派遣して降伏を呼び掛けており、投降の条件として孔子の子孫などの政治的利用価値のある人物や皇族の質子の引き渡し等が要求された。金朝は数日後に一部条件を受け容れて曹王訛可（哀宗の兄の荊王盤都の子）を人質として差し出したため、これによって両国は一時的に停戦状態に入り、スブタイは3万の兵を率いてそのまま河南に駐屯した。しかしモンゴルが金朝に要求した降伏条件の内、皇帝号を廃するという条件はなかなか受け容れられず、同年7月にオゴデイは改めて使者の唐慶を派遣した。ところが、金朝皇帝に帝号を廃するよう厳しく迫った唐慶はその夜に金朝の廷臣によって殺害されてしまい、更にその8月には哀宗から援軍要請を受けた参政の完顔思烈・桓山公武仙らが20万の兵を率いて開封に迫ったが、鄭州の西の合戦で敗れた。
金朝側の度重なる背信に憤ったスブタイは再び開封を包囲せんとしたが、それより先に哀宗は開封における抗戦に見切りをつけ、12月12日に皇后すら伴わず身近な者とともに開封から逃げ出した。開封城内には完顔奴申と習捏阿不という二名が宰相として残っていたが、皇帝が去ったことで城内は恐慌状態に陥った。1233年（天興2年/癸巳）正月22日、開封西部の守備指揮官であった崔立は混迷を極める城内を見てクーデターを起こし、完顔奴申・習捏阿不を殺害して太后・皇族を囲い込み、国都の全権を掌握した。もっとも、開封がモンゴルに追い詰められている状況に変わりはなく、同年4月18日に崔立は金朝の皇族500名余りを捕らえてスブタイ率いるモンゴル軍に献上し、ここに開封は陥落した。哀宗とともに開封城を出たのは数百万を数えた開封城内の人口から見れば微微たる数であり、最後まで金朝に仕えた官吏たちの大多数にとっては開封の陥落こそが実質的な亡国であった。
この時、開封城内にいて籠城戦を体験した文人の元好問は包囲戦にかかる多数の著作を残しているが、特に「壬辰十二月車駕東狩後即事五首」は哀宗の開封脱出（＝車駕東狩）から開封の陥落に至るまでを技巧を尽くして詠っており、元好問の代表作の一つとして名高い。

## 逸話
この包囲戦には元好問ら後に文人として著名になる金朝遺臣が多く巻き込まれており、多くの逸話が残されている。

### 耶律善才の自殺
中都陥落時よりモンゴルに仕えるようになった耶律楚材の兄の耶律善才は耶律楚材とは親子ほどの年齢の開きがあり、金朝に長年仕えて高官に至っていた｡ この戦役でオゴデイのそば近くに仕えていた耶律楚材は開封包囲戦には加わらなかったものの、使者を派遣して耶律善才・耶律弁才兄弟によって率いられる自らの一族を救い出そうとした。
しかし、長年金朝に仕えてきた耶律善才はこれを見限ってモンゴルに降るようなことはできず、哀宗に拝謁するとこのまま開封に留まって死にたいと言上した。しかし、これを受けて哀宗はモンゴルとの講和交渉の使者に耶律善才を含めるつもりであることを明かし、暗に耶律善才が無事に城外に出られるよう配慮を示した。このような厚い配慮を受けた耶律善才はただ黙って涙を流し、哀宗もまたこれを受けて涙をこぼしたという。
これからしばらくして、耶律善才は内城の城濠に身を投じて自殺した。自らの立場に理解を示した哀宗に死を以て忠を示したものであり、また耶律善才の金朝内での立場を考慮せず一方的に助命しようとした耶律楚材への拒絶であったとも評される。

### 崔立立碑事件
1233年正月にクーデターを起こして実権を握った崔立は、城内の王若虚や元好問ら著名な文人に命じて自らを称える功徳碑を作成させようとしていた。しかし王若虚や元好問らは簒奪者におもねったとの後世の批判を恐れてこれを忌避し、最終的に太学生として名の知られていた劉祁と麻革が撰文を行うことになった。この撰文には元好間の序文が加えられた上で、北宋の徽宗時代に立てられた「甘露の碑」を削って刻石されることになっていたが、この直後にモンゴル軍が入城したためにその帰趨は明らかになっていない。
開封開城後、各地を転々とした上で故郷に戻り『帰潜志』を執筆した劉祁は、その中で自らに崔立の功徳碑撰文を押しつけたとして王若虚・元好問を痛烈に批判する。一方、これを受けて元好問も本事件に関する文書をしたためており、自らが功徳碑立碑に関わったことを認めつつも、これを他人の命を守るための自己犠牲であったと弁明する。その上で、直接名を挙げないものの劉祁を「撰文によって恩賞をもらいながら、撰文の罪を私（元好問）に着せた」として暗に批判し、「どちらが正しいかはやがて明らかになるだろう」とする。いずれにせよ、この事件は関わった文人たちは後世の糾弾を最も恐れて自己弁護に努めた結果、それぞれに苦い体験を残す事になったと言える。
モンゴル史研究者の杉山正明は元好問の弟子の郝経による「且つは独り罪するなかれ、元遺山（遺山は元好問の号）」という詩を引用した上で、「金朝滅亡の泥沼のさなかでは、誰もが心ならずも苦衷の選択をせざるをえず、また時に、おもいがけない運命を背負わされた」と評している。

### 孔元措らの助命
1233年4月19日に崔立がモンゴルに開封を明け渡した僅か三日後、4月22日に元好問は耶律楚材に対して書状をしたため、孔元措（孔子の子孫）を初めとする開封城内に残る文人の助命を嘆願した。これより先、1232年3月に耶律楚材はオゴデイに働きかけて金朝朝廷に使者を派遣させ、孔元措以下27名の文人を引き渡すよう要求しており、この要求を念頭に置いての助命嘆願であったと見られる。
従来、元好問の嘆願を受けた耶律楚材は孔元措ら多くの文人を救ったとして賛美の対象とされてきたが、近年の研究では実態はやや複雑であったことが指摘されている。「耶律楚材によって救われた」とされる孔元措は自ら立てた碑石の中で「耶律楚材の奏稟を被った」としつつ、開封陥落後は元好問らと同様に博州に連行されており、その後実際に自らを保護したのは山東地方の大軍閥たる厳実であったと語る。そもそも、モンゴル帝国はある土地を征服した際にはまず人口調査を行い、その調査結果に基づいて遠征に功績のあった諸王・功臣に征服民を分配することを原則としていた（投下制度）。孔元措・元好問ら開封での投降民が博州に連行されたのも人口調査・分配のためであり、孔元措ら士大夫にとってむしろ重要であったのはモンゴル諸侯に分配されて一般戸と同じように課税対象となることであった。
そこで孔元措はモンゴルの華北支配の中心たる燕京に自ら足を運び、燕京大断事官・耶律田山に働きかけて孔子・顔氏・孟子の一族を免税対象に含めさせることに成功した。孔元措の記録で興味深いのは耶律楚材に何度も言及しながら楚材が具体的に何を行ったかは述べない点であり、最終的に孔子一族を免税対象に含めることを認可した耶律田山（耶律阿海の一族とみられる）の方が現実的な権力を有していたことを示唆する。また、耶律楚材を絶賛する伝記の中でもこの時楚材が救ったのは「名儒数輩」としか記されず、開封城内の文人保護に楚材が果たした役割はさほど大きくなかったようである。